# Skála Ítróttarfelag
Lo Skála ÍF è una società calcistica faroese con sede a Skáli, una municipalità di Runavík. Fondata il 15 maggio 1965, ha come colori sociali l'arancione e il nero e milita nella 1. deild, la seconda divisione del campionato nazionale.
A livello internazionale il migliore risultato ottenuto dal club è stataa qualificazione per la Coppa UEFA nel 2006-2007, in cui venne eliminato al primo turno dai norvegesi del Brann, perdendo entrambe le sfida (1-0 in casa, 3-0 in trasferta).

## Palmarès

### Competizioni nazionali
- 1. deild: 2

2015, 2021
- 2. deild: 3

1998, 2000, 2010

### Altri piazzamenti
- Coppa delle Isole Fær Øer:

Semifinalista: 2019

## Organico
| N. |                     | Ruolo | Calciatore            |
| -- | ------------------- | ----- | --------------------- |
| 1  | Ungheria (bandiera) | P     | András Gángó          |
| 12 | Fær Øer (bandiera)  | P     | Steffan Gaard         |
| 2  | Fær Øer (bandiera)  | D     | Ari Olsen             |
| 4  | Fær Øer (bandiera)  | D     | Jákup Jakobsen        |
| 5  | Georgia (bandiera)  | D     | Valeri Iobashvili     |
| 6  | Fær Øer (bandiera)  | D     | Paetur Dam Jacobsen   |
| 17 | Fær Øer (bandiera)  | D     | Jónhard Frederiksberg |
| 22 | Fær Øer (bandiera)  | D     | Arnhold Berg          |
| 24 | Fær Øer (bandiera)  | D     | Aksel Jacobsen        |
| 25 | Fær Øer (bandiera)  | D     | Leivur Joensen        |
| 7  | Fær Øer (bandiera)  | C     | Ólavur Mikkelsen      |
| 8  | Fær Øer (bandiera)  | C     | Andras Frederiksberg  |

| N. |                    | Ruolo | Calciatore         |
| -- | ------------------ | ----- | ------------------ |
| 10 | Fær Øer (bandiera) | C     | Jákup Johansen     |
| 11 | Fær Øer (bandiera) | C     | Michal Przybylski  |
| 14 | Fær Øer (bandiera) | C     | Hákun Edmundsson   |
| 15 | Fær Øer (bandiera) | C     | Jákup Joensen      |
| 16 | Fær Øer (bandiera) | C     | Pauli Hansen       |
| 18 | Fær Øer (bandiera) | C     | Jan Ingason Hansen |
| 20 | Fær Øer (bandiera) | C     | Edvin Jacobsen     |
| 23 | Fær Øer (bandiera) | C     | André Olsen        |
| 9  | Georgia (bandiera) | A     | Mamuka Toronjadze  |
| 19 | Fær Øer (bandiera) | A     | Andreas Jacobsen   |
| 21 | Fær Øer (bandiera) | A     | Brian Jacobsen     |